# كارل بست
كارل بست (بالإنجليزية: Karl Best)‏ هو لاعب كرة قاعدة أمريكي، ولد في 6 مارس 1959 في أبردين في الولايات المتحدة.

## وصلات خارجية
- كارل بست على موقعبيزبول رفرنس.كوم (الدوري الرئيسي) (الإنجليزية)
- كارل بست على موقعبيزبول رفرنس.كوم (الدوري الثانوي) (الإنجليزية)
- كارل بست على موقع مشجعي الرسوم البيانية (الإنجليزية)